# 범죄도시
《범죄도시》은 대한민국의 범죄 액션 영화 시리즈다. 마동석이 연기하는 주연형사 마석도가 각 편마다 중범죄자를 추적하고 체포하는 이야기를 다룬다. 홍필름과 비에이엔터테인먼트가 공동제작한다. 영어 제목은 《더 라운드업》(The Roundup)이다.
2017년 《범죄도시》로 시작했으며 2022년 영화 《범죄도시 2》를 시작으로 속편이 개봉됐다.

## 타임라인

### 1부

#### 개요
범죄도시 시리즈의 1부. 총 4편의 작품으로 구성되어 있다.

#### 특징
오락 액션 활극의 장르성을 띄고 있으며, 모두 개봉일과 비교해 적게는 6년, 많게는 14년의 간극이 날 정도의 과거의 사건들을 다루는 것이 특징이다. 작중 타임라인은 2004년부터 2018년까지 14년간 지속되었고, 2017년에 개봉한 1편을 제외한 2, 3, 4편은 모두 2022년부터 2024년까지 매년 한 작품씩 개봉되었다.

#### 타임라인
| 작품 | 연도   | 범죄 주제                                            | 마석도의 직위 및 계급                          |
| ---- | ------ | ---------------------------------------------------- | ---------------------------------------------- |
| 1편  | 2004년 | 가리봉동 내 조선족 범죄단체(범단) 조직 및 살인       | 서울금천경찰서 강력1반 부반장(경위)            |
| 2편  | 2008년 | 재외국민 납치 살인 및 사적제재                       | 서울금천경찰서 강력1반 부반장(경위)            |
| 3편  | 2015년 | 마약 유통 및 야쿠자 집단, 부패경찰                   | 서울지방경찰청 광역수사대 1계 1팀 부팀장(경감) |
| 4편  | 2018년 | 불법 도박 및 사이버 범죄, 재외국민 납치 및 강제 노동 | 서울지방경찰청 광역수사대 1계 1팀 부팀장(경감) |

### 2부

#### 개요
범죄도시 시리즈의 2부. 1부와 마찬가지로 4편의 작품으로 구성되어 있으며 이변이 없다면 2부로 시리즈가 완결될 예정이다.

#### 특징
액션 활극이었던 1부와 달리 2부는 전체적으로 액션 스릴러의 장르를 띄고 있으며, 비교적 현대의 사건들을 다룰 예정이다. 또한 1부 보다 훨씬 어두워진 분위기를 가질 예정이며, 과연 범죄도시 시리즈가 맞나 싶을 정도로 색이 진한 톤으로 돌아올 것이라고 밝혔다.
또한 이전까진 다뤄진 적이 없었던 마석도의 과거사도 2부를 통해 어느 정도 나타날 것으로 보인다.

#### 타임라인
| 작품 | 연도 | 범죄 주제 | 마석도의 직위 및 계급 |
| ---- | ---- | --------- | --------------------- |
| 5편  |      |           |                       |
| 6편  |      |           |                       |
| 7편  |      |           |                       |
| 8편  |      |           |                       |

## 난이도
| 연도            | 작품 | 난이도 |
| 1부             | 1부  | 1부    |
| --------------- | ---- | ------ |
| 2017년          | 1편  | 쉬움   |
| 2022년          | 2편  | 쉬움   |
| 2023년          | 3편  | 쉬움   |
| 2024년          | 4편  | 쉬움   |
| 2부             |      |        |
| 2026년 ~ 2027년 | 5편  | 어려움 |
| 미정            | 6편  | 어려움 |
| 미정            | 7편  | 어려움 |
| 미정            | 8편  | 어려움 |

## 특징

### 캐릭터 및 설정
마동석이 맡은 배역인 마석도 형사 캐릭터를 중심으로 돌아가며, 실제 범죄를 모티브로 한 흉악한 범죄자들을 마석도와 그의 팀이 체포하는 범죄 액션물이다. 메인 악역으로 나오는 인물들은 동정과 선처의 여지가 없는 순수 악으로 묘사되며, 이를 세계관 최강자인 마석도가 해결하는 시원한 액션을 시리즈의 가장 큰 특징으로 삼고 있다. 격투를 잘하는 강력한 무력의 주인공이 악당들을 잡는다는 단순한 스토리임에도 불구하고, 매력적인 캐릭터들과 잘 짜여진 액션, 재치있고 훌륭한 대사로 한국 관객들의 많은 사랑을 받는 한국 영화 시리즈이며, 마동석에겐 빼놓을 수 없는 대표작이다. 마석도는 주인공임에도 극중에서 어떠한 인간적인 갈등, 고뇌, 성장 같은 것들이 묘사되지 않는다. 이러한 것들은 마석도의 주변인물들인 조/단역들을 통해 그려지지만 비중이 크지는 않은 편. 또한 극중 기승전결의 '전', 혹은 위기 상황은 마석도가 아닌 악당 쪽에 찾아온다. 한마디로 주인공보다 악당쪽 묘사에 더욱 공을 들이는 편이며, 때문에 작품 평가는 악당의 캐릭터와 설정 등에 크게 달려있는 것이 특징. 시리즈 특징으로는 최소 주요 3세력의 3파전 양상이 항상 보이며, 제 3세력에 대한 분량도 적지 않다는 것. 1편은 마석도 vs 장첸파 vs 이수파/ 2편은 마석도 vs 강해상파 vs 조은캐피탈/ 3편은 마석도 vs 주성철 vs 일본 야쿠자(리키) / 4편은 마석도 vs 황제 카지노 (백창기&조지훈) vs 장동철. 차이점은 1, 2편은 메인 빌런과 제 3세력의 적대가 강했고 그 결과 메인 빌런에 의해 제 3세력이 무력화되었으나, 3편은 마석도에 의해 둘 다 제압된다. 4편은 1, 2편때와 똑같이 메인 빌런에 의해 제 3세력이 무력화됐다. 5편 ~ 8편은 마석도의 의해 다시 둘 다 제압된다.

### 발전되는 액션
범죄도시 시리즈의 가장 큰 특징으로는 매편마다 액션 연출이 발전되며, 스타일에 변화 또한 준다는 것이다. 범죄도시 1편은 그전부터 마동석이 보여줬던 전형적인 마동석식 한 번 피하고 한 번 때리기 구성에 유술을 섞은 방식이였지만, 범죄도시 2편부터는 격투 기술의 종류를 더 다양하게 늘리고 액션 구성을 마동석과 상대방이 빠르게 여러번 공격과 회피의 합을 주고 받고 주고 받는 훨씬 촘촘한 액션 구성으로 발전시키고 타격음과 타격을 맞는 상대의 리액션 또한 강화시키는 발전과 변화를 주었고, 범죄도시 3편에서는 거기에다가 스텝과 연속적인 콤비네이션 공격을 적극적으로 이용해서 배우의 활동 범위를 넓히며 연속적인 타격 리듬감이 있는 액션으로 발전과 변화를 준다. 개봉 예정인 범죄도시4에서도 사상 처음 보는 액션이 나올 것이라고 예고하였다.

### 스토리
이러한 류의 범죄 오락 액션물이 으레 그렇듯, 범죄도시 시리즈 또한 '마석도가 빌런을 잡는다'는 단순한 플롯을 취하고 있다. 범죄도시 시리즈는 마석도와 빌런 캐릭터들의 매력 및 액션 연출의 변화로 이러한 단점을 상쇄시키려고 한다.

### 유머
어두운 소재의 범죄 스릴러 영화임에도 코믹한 장면과 대사가 많다. 예상하지 못한 장면에서 상황에 걸맞는 재치 있는 대사와 재밌는 농담과 행동이 튀어나와 관객들을 웃기는 스타일의 코미디로 유치하거나 과하지 않으면서도 분위기가 심각해질 때마다 중간중간 관객들을 웃기며 분위기를 환기시켜주는 역할을 한다. 코미디의 비중은 2편 이후로 늘어가고 있는데, 1편은 중간중간에 코믹한 장면이 나와도 전체적으로는 잔혹무도한 장첸 일당의 행적으로 인해 영화의 분위기가 전체적으로 무겁고, 살벌하지만 2편부터는 마석도의 캐릭터성도 히어로스럽게 변함에 따라 분위기가 좀 더 코믹 액션 영화에 가까워졌다. 다만 3편에 와서는 유머가 너무 과해져서 작품성을 해친다는 혹평도 공존한다.

### 실화 모티브
상술했듯이 실제 사건을 모티브로 하여 제작한다는 특징도 있다. 1편이 마동석과 친분이 있는 윤석호 형사의 일화를 기반으로 제작되었고, 2편의 경우 동남아에서 일어난 필리핀 관광객 연쇄 표적납치 살인사건 등에서 모티브를 얻어 제작되었다. 3편의 이치조구미는 3대 야쿠자 조직 중 하나인 이나가와카이에서 모티브를 얻었다.

### 흥행
시리즈의 흥행 성적 역시 매우 높은 편이다. 1편은 청소년 관람불가 등급임에도 관객 수 688만명이라는 엄청난 흥행을 했고, 2편은 1,269만 관객을 동원하며 팬데믹 이후 첫 천만 관객 돌파 영화가 되었다. 3편 역시 1,068만 관객을 달성하여 시리즈 두 편 연속 천만 관객 돌파 기록을 달성함과 동시에 한국 시리즈 영화 사상 최초로 시리즈 도합 삼천만 관객을 동원하는 기록을 세웠다. 이후 개봉 예정인 4편마저 천만 관객을 돌파하게 된다면 국내 시리즈 영화 최초로 세 편 연속 천만 흥행이라는 전무후무한 대기록을 세우게 된다.
손익분기점 또한 낮은 것도 특징. 2편의 손익분기점은 고작 150만명, 3편의 경우 180만명이다. 즉, 다시 말해 관객을 200만명 정도만 동원해도 이득을 보는 판국에 관객수는 현재까지 천만 언저리로 들어오는 중이니 영화를 내놓을 때마다 문자 그대로 초대박이 나는 셈이다.

### 한국 영화 역사상 최대 규모의 시리즈 영화
2편의 대성공 덕분에 범죄도시 시리즈는 새로운 한국형 시리즈물로 각광받고 있는데, 시리즈의 매력만 꾸준히 유지해 준다면 계속해서 새로운 작품이 등장할 여지가 많기 때문이다. 특히나 본작은 실제 사건을 모티브로 하기 때문에 소재도 풍부한 편이다. 2편의 흥행 성공 이후 범죄도시8까지 제작이 예정되며 제작사는 범죄도시 시리즈를 지금까지 한국에 없었던 장기 시리즈물로 발전시킬 계획으로 보인다.

### 배우의 이름을 딴 작명
몇몇 등장인물에게서 보이는 특징으로, 담당 배우의 이름을 적당히 고쳐서 쓰는 경우가 보인다. 주인공인 마석도부터 그렇고, 안성태(허성태), 김만재(김민재), 황동구(최동구) 등에서 찾아볼 수 있다. 3편의 부검의는 아예 배우 전아희의 이름을 그대로 사용한다.

### 각 시리즈마다 필수적으로 설정되는 최종 보스과 중간 보스
범죄도시 시리즈에서 대표적으로 드러나게 되는 인물 설정 구조로, 매편마다 주인공 마석도 형사와 중점적으로 맞서며 또, 마석도 형사가 잡아내야하는 핵심 메인 빌런이 설정된다. 그리고 그 메인 빌런과 최후의 일기토를 벌이기 전 처리해야 하는 중간 보스도 필수적으로 나타나게 된다. 최종 보스의 경우는 1편에선 장첸, 2편에선 강해상, 3편에선 주성철, 4편에선 백창기. 중간 보스의 경우는 1편에선 위성락과 양태, 2편에선 장씨 형제, 3편에선 리키, 4편에선 조부장이 나온다.

### 시리즈가 거듭될수록 상향평준화되는 빌런의 전투력과 규모 및 지능
1편의 장첸과 2편의 강해상과 같은 시리즈 초반의 빌런은 전투력은 강하지만 지능이 다소 낮거나 감정을 다스리지 못해 본능적으로 살인을 해 가지만, 3편에서부터는 주성철과 리키를 포함한 야쿠자 집단이 등장하면서 점점 범죄 집단의 규모가 커지고, 아예 형사들이 추적하기 쉽지 않도록 지능적이고 교묘한 계략을 사용하여 경찰의 수색망을 피해가면서 범죄를 행한다. 4편에서는 메인 빌런이 특수부대 군인 출신이기에 격투 실력 부분에 있어서는 말할 것도 없고, 애초에 경찰들과 맞서기 전 미리 전략적이고 효율적인 전투 계획을 세우고 싸움에 임할 것으로 보인다. 또한 불법 도박 사이트 조직의 행동대장으로서 1편의 장첸과 비슷하게 부하들을 거느리거나 혹은, 군인 출신이기에 사병 집단을 조직하여 보유하고 있을 수도 있다.

### 비유동물
범죄도시 시리즈의 비유동물은 장첸이 호랑이, 강해상이 사자, 주성철이 늑대, 리키가 독수리, 백창기가 흑표범, 장동철이 독사가 되겠다.

## 영화

### 범죄도시 (2017)
배경은 2004년 대한민국으로 중국 하얼빈의 범죄조직 수장 장첸이 빚을 받기위해 가리봉동에 찾아오자 서울금천경찰서 형사 마석도를 주축으로 한 무리의 형사가 그를 체포하려 한다.
강윤성이 감독을 맡았다. 윤계상이 주역을 연기했으며 그 외 조연에 진선규, 박지환, 최귀화, 허동원, 하준이 발탁됐다. 2004년에 발생한 실제사건을 바탕으로 했으며 당시 경찰 윤석호 경위가 마동석과 함께 영화기획에 참여했다. 687만 불 가량의 제작비에 전세계 총수익은 5180만 불로 2017년 영화 국내수익 5위 및 역사상 성인영화 최고수익 3위를 기록했다.

### 범죄도시 2 (2022)
때는 2008년, 용의자를 취조하기 위해 베트남 호찌민시에 찾아간 마석도 일행이 수 년간 한국관광객을 상대로 범죄를 저지른 살인마 강해상과 조우하자 그를 추적한다.
범죄도시 시리즈 6년만에 후속작 작품이자 누적관객 1천만 명을 돌파했다. 1편의 조감독 이상용이 감독을 맡았다. 영상물등급위원회에서 '제한상영가' 등급을 받은 전작과는 달리 '15세이상관람가'를 받았다. 10.5억 원 예산으로 제작해 총수익 130억 원을 벌어 코로나19 범유행이래 가장 높은 수익을 기록한 영화가 됐다.

### 범죄도시 3 (2023)
시간이 흘러 2015년, 광역수사대로 발탁된 마석도가 살인사건을 수사하던 도중 일본의 야쿠자 리키와 마약사범 및 부패경찰 주성철에 대한 단서를 입수하면서 그들에게 맞서게 된다.
2023년 5월 31일 개봉돼 같은 해 7월 1일 대한민국 내 누적관객 1천만 명을 돌파했다.

### 범죄도시 4 (2024)
2018년, 마석도 수사팀이 사이버마약판매 사건을 조사하던 도중 필리핀을 거처로 온라인불법도박을 운영하는 전용병 백창기를 발견하고 범죄소탕을 시작한다.
제74회 베를린국제영화제에 초청돼 2024년 2월 23일 공개됐다. 누적관객 1천만 명을 돌파했다. 마동석은 본작을 시리즈 1부의 완결편이라 소개했다.

### 범죄도시 5 (2026)
5편의 사기상은 2025년에는 못 나올 것 같다. 2026년에 개봉할 단독 보도가 나왔으며 따라서 개봉일은 2026년 혹은 2027년으로 나올 가능성이 있다.
범죄도시 시리즈 2부부터는 2명의 메인 빌런의 페이크 최종 보스와 진 최종 보스가 동시에 등장하고 2편, 3편, 4편과 이 작품도 마찬가지로 누적관객 1천만 명을 돌파한다.

## 출연진
마석도는 계속 출연, 형사팀은 2번 연속 출연, 악역 팀은 새로 출연한다.

### 반복출연
- 마동석: 마석도 역 (일본어 더빙: 키쿠치 야스히로 (1편), 코야마 리키야 (2편 이후)) - 본작의 메인 주인공. 서울금천경찰서 강력반 부반장 (1편, 2편), 서울지방경찰청 광역수사대 부반장 (3편, 4편), 천안동남경찰서 강력반 부반장 (5편, 6편), ??? (7편, 8편)
- 박지환: 장이수 역 (일본어 더빙: 타카하시 친넨 (1편), 사토 세츠지 (2편 이후)) - 본작의 서브 주인공. 이수파 두목 (1편), 국제결혼드림결혼사무소 사장 (2편), 오락실 회장 (3편 쿠키영상, 4편), 서울지방경찰청 광역수사대 1계 형사 (4편), 천안동남경찰서 강력반 1계 형사 (5편, 6편), ??? (7편, 8편)
- 정인기: 이상용 역 (1편, 2편, 4편 이후) - 서울금천경찰서 서장 (1편, 2편), 서울서일경찰서 차장 (4편), 천안동남경찰서 차장 (5편, 6편), ??? (7편, 8편)

#### 1편, 2편
- 최귀화: 전일만 역 - 1편과 2편의 서브 주인공. 서울금천경찰서 강력반 반장
- 허동원: 오동균 역 - 서울금천경찰서 강력반 브레인 형사 (1편), 서울금천경찰서 강력반 두 번째 마석도의 오른팔 형사 (2편)
- 하준: 강홍석 역 - 서울금천경찰서 강력반 막내 형사 (1편), 서울금천경찰서 강력반 브레인 형사 (2편)
- 윤병희: 휘발유 역

#### 3편, 4편
- 이범수: 장태수 역 - 서울지방경찰청 광역수사대 팀장
- 김민재: 김만재 역 - 3편과 4편의 서브 주인공. 서울지방경찰청 광역수사대 세 번째 마석도의 오른팔 형사
- 이지훈: 양종수 역 - 서울지방경찰청 광역수사대 베테랑 형사
- 김도건: 정다윗 역 - 서울지방경찰청 광역수사대 막내 형사

#### 5편, 6편
- ???: ??? 역 - 천안동남경찰서 강력반 팀장
- ???: ??? 역 - 천안동남경찰서 강력반 네 번째 마석도의 오른팔 형사 및 홍일점
- ???: ??? 역 - 천안동남경찰서 강력반 형사
- ???: ??? 역 - 천안동남경찰서 강력반 막내 형사

#### 7편, 8편
- ???: ??? 역 - 경기김포경찰서 금융범죄수사대 팀장
- ???: ??? 역 - 경기김포경찰서 금융범죄수사대 다섯 번째 마석도의 오른팔 형사 및 홍일점
- ???: ??? 역 - 경기김포경찰서 금융범죄수사대 형사
- ???: ??? 역 - 경기김포경찰서 금융범죄수사대 막내 형사

### 그 외 반복출연
- 이태규: 형사들 (1편), 화교 살수 2 (2편), 마사 (3편) 역
- 서문호: 흑룡파 조직원들 (1편), 식용유 (2편), 마수대 (3편) 역
- 정수원: 지원형사 (1편, 2편, 3편)
- 김원경: 장례식장 살수 2 (2편), 야스다 류이치 (3편) 역
- 이재혁: 베트남 도박장 건달 4 (2편), 조폭기도 2 (3편) 역
- ???: ??? 역 - 천안서북경찰서 금융범죄수사대 형사 (5편), 충남당진경찰서 마약수사대 형사 (6편), 대전동부경찰서 국제범죄수사대 형사 (7편), 경기도남부경찰청 경제범죄수사대 형사 (8편)

### 영화별
범죄도시 (2017)
- 윤계상: 장첸 역 (일본어 더빙: 후쿠사토 타츠노리) - 1편의 메인 빌런이자 최종 보스
- 진선규: 위성락 역 - 1편의 장첸의 오른팔이자 중간 보스
- 김성규: 양태 역 - 1편의 장첸의 왼팔이자 중간 보스
- 조진웅: 강 팀장 역 - 광역수사대 팀장
- 홍기준: 박병식 역 - 서울금천경찰서 강력1반 형사이자 첫 번째 마석도의 오른팔 형사
- 조재윤: 황춘식 역
- 이성우: 이수파 행동대장 역
- 진모: 이수파 일군 역
- 이규호: 춘식이파 행동대장 역
- 김구택: 곽득태 역
- 박상규: 원 사장 역
- 허성태: 안성태 역 - 1편의 서브 빌런
- 임형준: 도승우 역 - 1편의 서브 빌런
- 윤대열: 길수 역
- 김성강: 연길식당 조선족 역 - 1편의 라운드 보스

범죄도시 2 (2022, 천만영화)
- 손석구: 강해상 역 (일본어 더빙: 미카미 사토시) - 2편의 메인 빌런이자 최종 보스
- 음문석: 장기철 역 - 2편의 중간 보스
- 김찬형: 장순철 역 - 2편의 중간 보스
- 이주원: 박창수 역
- 송요셉: 트란 역
- 정재광: 김상훈 역 - 두 번째 막내 형사
- 이규원: 두익 역 - 2편의 강해상의 오른팔
- 이다일: 이종두 역
- 김영성: 김기백 역
- 남문철: 최춘백 역
- 박지영: 김인숙 역
- 박광재: 박 실장 역
- 차우진: 최용기 역
- 우강민: 라꾸 역
- 강덕중: 까불이 역
- 권혁범: 짱구 역 - 2편의 라운드 보스

범죄도시 3 (2023, 천만영화)
- 이준혁: 주성철 역 (일본어 더빙: 마에노 토모아키) - 3편의 메인 빌런이자 최종 보스
- 아오키 무네타카: 리키 역 - 3편의 메인 빌런이자 더블 최종 보스격 중간 보스
- 최동구: 황동구 역 - 인천북부경찰서 마약수사대 형사
- 이세호: 공태일 역 - 인천북부경찰서 마약수사대 형사
- 류성현: 정경식 역
- 고규필: 초롱이 역
- 전석호: 김양호 역
- 배누리: 미미 역
- 한규원: 김용국 역 - 3편의 주성철의 오른팔이자 중간 보스
- 최우준: 이강호 역 - 3편의 주성철의 왼팔
- 안세호: 토모카와 료 역 - 3편의 서브 빌런
- 강윤: 키무 히로시 역
- 홍준영: 마하 역 - 3편의 리키의 오른팔이자 중간 보스
- 쿠니무라 준: 이치조 역 - 3편의 서브 빌런
- 김리우: 황금머리 역
- 심영은: 진 회장 역
- 전아희: 전아희 역
- 손지영: 고선희 역
- 한다희: 박진아 역
- 송이우: 정 사장 역
- 최광제: 이상철 역
- 주혁: 정진수 역
- 박상원: 하야시 요시아키 (토모부하 2) 역
- 공대유: 키무라 쇼오키치 (토모부하 3) 역
- 박준혁: 토모부하 4 역
- 공경배: 장발 (리키부하 1) 역
- 김민: 애꾸 (리키부하 2) 역
- 최원석: 리키부하 3 역
- 김리우: 황금머리 (이치조 회장 부하) 역
- 심하느리: 이치조 회장 비서 역
- 이명직: 야쿠자 역
- 이찬희: 김양호 부하 1 역
- 김우현: 김양호 부하 2 역
- 이진한: 문신남 1 역 - 3편의 라운드 보스
- 김태윤: 문신남 2 역
- 백남준: 문신남 3 역
- 박태산: 문신남 4 역
- 고건한: 스피드 역
- 유인혁: 캔디 역
- 차재현: 노랑머리 역
- 이재성: 조폭기도 1 역
- 남지우: 클럽 오렌지 캔디 패밀리 1 역
- 신혜선: 클럽 오렌지 캔디 패밀리 2 역
- 주예은: 클럽 오렌지 캔디 패밀리 3 역
- 장승은: 클럽 오렌지 캔디 패밀리 4 역

범죄도시 4 (2024, 제74회 베를린 국제 영화제, 천만영화)
- 김무열: 백창기 역 (일본어 더빙: 사쿠라이 타카히로) - 4편의 메인 빌런이자 최종 보스
- 이동휘: 장동철 역 (일본어 더빙: 후쿠야마 쥰) - 4편의 서브 빌런
- 이주빈: 한지수 역 - 서울서일경찰서 사이버수사대 형사
- 김신비: 강남수 역 - 서울서일경찰서 사이버수사대 형사
- 권일용: 권일용 역 - 서울서일경찰서 청장
- 김지훈: 조지훈 역 (일본어 더빙: 이와카와 타쿠고) - 4편의 백창기의 오른팔이자 더블 최종 보스격 중간 보스
- 안성봉: 제이슨 역 - 4편의 백창기의 왼팔
- 류지훈: 이 과장 역 - 4편의 카지노 한정 백창기의 왼팔
- 배재원: 최유성 역
- 현봉식: 권태운 역 (일본어 더빙: 카네미츠 노부아키) - 4편의 중간 보스
- 김명기: 고재혁 역 (일본어 더빙: 엔 시탄)
- 김영웅: 만 사장 역
- 곽자형: 천 사장 역
- 백승환: 조성재 역
- 이상진: 노랑머리 역 - 4편의 라운드 보스
- 권일용: 권일용 역
- 박보경: 진연호 역
- 김수진: 김진숙 역
- 임소율: 소율 역
- 배해선: 조성재 母 역
- 임서아: 장이수 여자친구 1 역
- 메건: 장이수 여자친구 2 역

범죄도시 5 (2026, 2027, 천만영화)
- ???: ??? 역 (일본어 더빙: 불명) - 5편의 메인 빌런이자 페이크 최종 보스 - 격투 스타일은 무기술, 연장질. 중국 마피아 조직 두목
- ???: ??? 역 (일본어 더빙: 불명) - 5편의 서브 주인공, 스포일러(5편의 메인 빌런이자 진 최종 보스) - 격투 스타일은 MMA, 브라질리언 주짓수. 충남서산경찰서 금융범죄수사대 팀장
- ???: ??? 역 - 천안서북경찰서 금융범죄수사대 형사
- ???: ??? 역 - 천안서북경찰서 금융범죄수사대 형사
- ???: ??? 역 - 스포일러(5편의 ???의 오른팔이자 더블 최종 보스격 중간 보스) - 충남서산경찰서 금융범죄수사대 형사
- ???: ??? 역 - 스포일러(5편의 ???의 왼팔) - 충남서산경찰서 금융범죄수사대 형사
- ???: ??? 역 - 5편의 ???의 오른팔이자 중간 보스 - 마피아 조직원
- ???: ??? 역 - 5편의 ???의 왼팔 - 마피아 조직원
- ???: ??? 역 - 5편의 서브 빌런
- ???: ??? 역 - 지원형사 1
- ???: ??? 역 - 중국 형사
- ???: ??? 역 - 중국 부하 형사
- ???: ??? 역 - 공안 1
- ??? : ??? 역 - ??? 부하 1 - 마피아 조직원

범죄도시 6 (미정, 천만영화)
- ???: ??? 역 (일본어 더빙: 불명) - 6편의 메인 빌런이자 페이크 최종 보스 - 격투 스타일은 무기술, 연장질. 소속은 멕시코 마약 카르텔 두목
- ???: ??? 역 (일본어 더빙: 불명) - 6편의 서브 주인공, 스포일러(6편의 메인 빌런이자 진 최종 보스) - 격투 스타일은 MMA, 무에타이, 픈착 실랏. 소속은 국가정보원 대테러 본부 국장
- ???: ??? 역 - 충남당진경찰서 마약수사대 형사
- ???: ??? 역 - 충남당진경찰서 마약수사대 형사
- ???: ??? 역 - 스포일러(6편의 ???의 오른팔이자 더블 최종 보스격 중간 보스) - 국가정보원 대테러 본부 요원
- ???: ??? 역 - 스포일러(6편의 ???의 왼팔) - 국가정보원 대테러 본부 요원
- ???: ??? 역 - 6편의 ???의 오른팔이자 중간 보스 - 멕시코 마약 카르텔 조직원
- ???: ??? 역 - 6편의 ???의 왼팔 - 멕시코 마약 카르텔 조직원
- ???: ??? 역 - 지원형사 1
- ???: ??? 역 - 멕시코 형사
- ???: ??? 역 - 멕시코 부하 형사
- ???: ??? 역 - 공안 1

범죄도시 7 (미정, 천만영화)
- ???: ??? 역 (일본어 더빙: 불명) - 7편의 메인 빌런이자 페이크 최종 보스 - 격투 스타일은 무기술, 연장질. 미국 갱스터의 테러리스트 조직 두목
- ???: ??? 역 (일본어 더빙: 불명) - 7편의 서브 주인공, 스포일러(7편의 메인 빌런이자 진 최종 보스) - 격투 스타일은 MMA, 타격, 호신술. 소속은 대전지방검찰청 차장
- ???: ??? 역 - 대전동부경찰서 국제범죄수사대 형사
- ???: ??? 역 - 대전동부경찰서 국제범죄수사대 형사
- ???: ??? 역 - 스포일러(7편의 ???의 오른팔이자 더블 최종 보스격 중간 보스) - 대전지방검찰청 검사
- ???: ??? 역 - 스포일러(7편의 ???의 왼팔) - 대전지방검찰청 검사
- ???: ??? 역 - 7편의 ???의 오른팔이자 중간 보스 - 미국 갱스터 테러리스트 조직 간부
- ???: ??? 역 - 7편의 ???의 왼팔 - 미국 갱스터 테러리스트 조직 간부

범죄도시 8 (최종장, 미정, 천만영화)
- ???: ??? 역 (일본어 더빙: 불명) - 최종장의 메인 빌런이자 페이크 최종 보스 - 격투 스타일은 무기술, 연장질. 북한 간부의 테러리스트 조직 리더
- ???: ??? 역 (일본어 더빙: 불명) - 최종장의 서브 주인공, 스포일러(최종장의 메인 빌런이자 진 최종 보스) - 격투 스타일은 MMA, 유도, 레슬링, 태권도. 소속은 남해지방해양경찰청 팀장
- ???: ??? 역 - 경기도남부경찰청 경제범죄수사대 형사
- ???: ??? 역 - 경기도남부경찰청 경제범죄수사대 형사
- ???: ??? 역 - 스포일러(6편의 ???의 오른팔이자 더블 최종 보스격 중간 보스) - 남해지방해양경찰청 요원
- ???: ??? 역 - 스포일러(6편의 ???의 왼팔) - 남해지방해양경찰청 요원
- ???: ??? 역 - 7편의 ???의 오른팔이자 중간 보스 - 북한 간부의 테러리스트 요원
- ???: ??? 역 - 7편의 ???의 왼팔 - 북한 간부의 테러리스트 요원

## 주요 연출
| 1부       | 1부       | 1부       | 1부       |
| 범죄도시  | 범죄도시2 | 범죄도시3 | 범죄도시4 |
| --------- | --------- | --------- | --------- |
| 강윤성    | 이상용    | 이상용    | 허명행    |
| 2부       |           |           |           |
| 범죄도시5 | 범죄도시6 | 범죄도시7 | 범죄도시8 |
| 이상용    | ???       | ???       | ???       |

## 주요 경찰
| 두 번 등장             | 두 번 등장                     |
| 1부                    | 1부                            |
| 범죄도시 범죄도시2     | 범죄도시3 범죄도시4            |
| ---------------------- | ------------------------------ |
| 전일만, 오동균, 강홍석 | 장태수, 김만재, 양종수, 정다윗 |
| 2부                    |                                |
| 범죄도시5 범죄도시6    | 범죄도시7 범죄도시8            |
| ???, ???               | ???, ???                       |

| 한 번 등장 | 한 번 등장 | 한 번 등장    | 한 번 등장    |
| 1부        | 1부        | 1부           | 1부           |
| 범죄도시   | 범죄도시2  | 범죄도시3     | 범죄도시4     |
| ---------- | ---------- | ------------- | ------------- |
| 박병식     | 김상훈     | 황동구 공태일 | 한지수 강남수 |
| 2부        |            |               |               |
| 범죄도시5  | 범죄도시6  | 범죄도시7     | 범죄도시8     |
| ??? ???    | ??? ???    | ??? ???       | ??? ???       |

| 특별출연       | 특별출연  | 특별출연  | 특별출연      |
| 1부            | 1부       | 1부       | 1부           |
| 범죄도시       | 범죄도시2 | 범죄도시3 | 범죄도시4     |
| -------------- | --------- | --------- | ------------- |
| 이상용 강 팀장 | 이상용    | -         | 이상용 권일용 |
| 2부            |           |           |               |
| 범죄도시5      | 범죄도시6 | 범죄도시7 | 범죄도시8     |
| ???            | ???       | ???       | ???           |

## 주요 히로인
| 1부         | 1부       | 1부       | 1부       |
| 범죄도시    | 범죄도시2 | 범죄도시3 | 범죄도시4 |
| ----------- | --------- | --------- | --------- |
| 룸살롱 마담 | 김인숙    | 미미      | 한지수    |
| 2부         |           |           |           |
| 범죄도시5   | 범죄도시6 | 범죄도시7 | 범죄도시8 |
| ???         | ???       | ???       | ???       |

## 주요 범죄자
| 마석도의 조력자   | 마석도의 조력자 | 마석도의 조력자 | 마석도의 조력자 |
| 1부               | 1부             | 1부             | 1부             |
| 범죄도시          | 범죄도시2       | 범죄도시3       | 범죄도시4       |
| ----------------- | --------------- | --------------- | --------------- |
| 前 장이수, 황춘식 | 장이수, 김인숙  | 초롱이, 김양호  | 장이수          |
| 2부               |                 |                 |                 |
| 범죄도시5         | 범죄도시6       | 범죄도시7       | 범죄도시8       |
| ???               | ???             | ???             | ???             |

| 메인 빌런                                        | 메인 빌런                                        | 메인 빌런                                        | 메인 빌런                                        |
| 1부                                              | 1부                                              | 1부                                              | 1부                                              |
| 범죄도시                                         | 범죄도시2                                        | 범죄도시3                                        | 범죄도시4                                        |
| ------------------------------------------------ | ------------------------------------------------ | ------------------------------------------------ | ------------------------------------------------ |
| 장첸                                             | 강해상                                           | 주성철, 리키                                     | 백창기                                           |
| 2부                                              |                                                  |                                                  |                                                  |
| 범죄도시5                                        | 범죄도시6                                        | 범죄도시7                                        | 범죄도시8                                        |
| ??? (페이크 최종보스) ??? 스포일러 (진 최종보스) | ??? (페이크 최종보스) ??? 스포일러 (진 최종보스) | ??? (페이크 최종보스) ??? 스포일러 (진 최종보스) | ??? (페이크 최종보스) ??? 스포일러 (진 최종보스) |

| 최종 보스                                        | 최종 보스                                        | 최종 보스                                        | 최종 보스                                        |
| 1부                                              | 1부                                              | 1부                                              | 1부                                              |
| 범죄도시                                         | 범죄도시2                                        | 범죄도시3                                        | 범죄도시4                                        |
| ------------------------------------------------ | ------------------------------------------------ | ------------------------------------------------ | ------------------------------------------------ |
| 장첸                                             | 강해상                                           | 주성철                                           | 백창기                                           |
| 2부                                              |                                                  |                                                  |                                                  |
| 범죄도시5                                        | 범죄도시6                                        | 범죄도시7                                        | 범죄도시8                                        |
| ??? (페이크 최종보스) ??? 스포일러 (진 최종보스) | ??? (페이크 최종보스) ??? 스포일러 (진 최종보스) | ??? (페이크 최종보스) ??? 스포일러 (진 최종보스) | ??? (페이크 최종보스) ??? 스포일러 (진 최종보스) |

| 더블 최종 보스격 중간 보스           | 더블 최종 보스격 중간 보스           | 더블 최종 보스격 중간 보스           | 더블 최종 보스격 중간 보스           |
| 1부                                  | 1부                                  | 1부                                  | 1부                                  |
| 범죄도시                             | 범죄도시2                            | 범죄도시3                            | 범죄도시4                            |
| ------------------------------------ | ------------------------------------ | ------------------------------------ | ------------------------------------ |
| 불명                                 | 불명                                 | 리키                                 | 조지훈                               |
| 2부                                  |                                      |                                      |                                      |
| 범죄도시5                            | 범죄도시6                            | 범죄도시7                            | 범죄도시8                            |
| ??? 스포일러 (진 최종 보스의 오른팔) | ??? 스포일러 (진 최종 보스의 오른팔) | ??? 스포일러 (진 최종 보스의 오른팔) | ??? 스포일러 (진 최종 보스의 오른팔) |

| 중간 보스                       | 중간 보스                       | 중간 보스                       | 중간 보스                       |
| 1부                             | 1부                             | 1부                             | 1부                             |
| 범죄도시                        | 범죄도시2                       | 범죄도시3                       | 범죄도시4                       |
| ------------------------------- | ------------------------------- | ------------------------------- | ------------------------------- |
| 위성락, 양태                    | 장기철 & 장순철                 | 김용국, 마하                    | 권태운                          |
| 2부                             |                                 |                                 |                                 |
| 범죄도시5                       | 범죄도시6                       | 범죄도시7                       | 범죄도시8                       |
| ??? (페이크 최종 보스의 오른팔) | ??? (페이크 최종 보스의 오른팔) | ??? (페이크 최종 보스의 오른팔) | ??? (페이크 최종 보스의 오른팔) |

| 서브 빌런                       | 서브 빌런 | 서브 빌런                  | 서브 빌런 |
| 1부                             | 1부       | 1부                        | 1부       |
| 범죄도시                        | 범죄도시2 | 범죄도시3                  | 범죄도시4 |
| ------------------------------- | --------- | -------------------------- | --------- |
| 前 장이수, 前 안성태, 前 도승우 | -         | 토모카와 료, 이치조 요시오 | 장동철    |
| 2부                             |           |                            |           |
| 범죄도시5                       | 범죄도시6 | 범죄도시7                  | 범죄도시8 |
| ???                             | ???       | ???                        | ???       |

| 메인 빌런의 오른팔                                                   | 메인 빌런의 오른팔                                                   | 메인 빌런의 오른팔                                                   | 메인 빌런의 오른팔                                                   |
| 1부                                                                  | 1부                                                                  | 1부                                                                  | 1부                                                                  |
| 범죄도시                                                             | 범죄도시2                                                            | 범죄도시3                                                            | 범죄도시4                                                            |
| -------------------------------------------------------------------- | -------------------------------------------------------------------- | -------------------------------------------------------------------- | -------------------------------------------------------------------- |
| 위성락                                                               | 두익                                                                 | 김용국, 마하                                                         | 조지훈                                                               |
| 2부                                                                  |                                                                      |                                                                      |                                                                      |
| 범죄도시5                                                            | 범죄도시6                                                            | 범죄도시7                                                            | 범죄도시8                                                            |
| ??? (페이크 최종 보스의 오른팔) ??? 스포일러 (진 최종 보스의 오른팔) | ??? (페이크 최종 보스의 오른팔) ??? 스포일러 (진 최종 보스의 오른팔) | ??? (페이크 최종 보스의 오른팔) ??? 스포일러 (진 최종 보스의 오른팔) | ??? (페이크 최종 보스의 오른팔) ??? 스포일러 (진 최종 보스의 오른팔) |

| 메인 빌런의 왼팔                                                 | 메인 빌런의 왼팔                                                 | 메인 빌런의 왼팔                                                 | 메인 빌런의 왼팔                                                 |
| 1부                                                              | 1부                                                              | 1부                                                              | 1부                                                              |
| 범죄도시                                                         | 범죄도시2                                                        | 범죄도시3                                                        | 범죄도시4                                                        |
| ---------------------------------------------------------------- | ---------------------------------------------------------------- | ---------------------------------------------------------------- | ---------------------------------------------------------------- |
| 양태                                                             | -                                                                | 이강호, 마사                                                     | 제이슨, 이 과장                                                  |
| 2부                                                              |                                                                  |                                                                  |                                                                  |
| 범죄도시5                                                        | 범죄도시6                                                        | 범죄도시7                                                        | 범죄도시8                                                        |
| ??? (페이크 최종 보스의 왼팔) ??? 스포일러 (진 최종 보스의 왼팔) | ??? (페이크 최종 보스의 왼팔) ??? 스포일러 (진 최종 보스의 왼팔) | ??? (페이크 최종 보스의 왼팔) ??? 스포일러 (진 최종 보스의 왼팔) | ??? (페이크 최종 보스의 왼팔) ??? 스포일러 (진 최종 보스의 왼팔) |

| 히든 보스      | 히든 보스 | 히든 보스               | 히든 보스 |
| 1부            | 1부       | 1부                     | 1부       |
| 범죄도시       | 범죄도시2 | 범죄도시3               | 범죄도시4 |
| -------------- | --------- | ----------------------- | --------- |
| 곽득태, 원소평 | -         | 이치조 요시오, 황금머리 | -         |
| 2부            |           |                         |           |
| 범죄도시5      | 범죄도시6 | 범죄도시7               | 범죄도시8 |
| ???            | ???       | ???                     | ???       |

| 엑스트라 보스                       | 엑스트라 보스 | 엑스트라 보스                                           | 엑스트라 보스 |
| 1부                                 | 1부           | 1부                                                     | 1부           |
| 범죄도시                            | 범죄도시2     | 범죄도시3                                               | 범죄도시4     |
| ----------------------------------- | ------------- | ------------------------------------------------------- | ------------- |
| 前 이수파 행동대장, 연길식당 조선족 | 짱구          | 서초구 흉기난동범 일당 (이진한, 김태윤, 백남준, 박태산) | 노랑머리      |
| 2부                                 |               |                                                         |               |
| 범죄도시5                           | 범죄도시6     | 범죄도시7                                               | 범죄도시8     |
| ?                                   | ?             | ?                                                       | ?             |

## 사망자
| 오프닝    | 오프닝    | 오프닝    | 오프닝                                    |
| 1부       | 1부       | 1부       | 1부                                       |
| 범죄도시  | 범죄도시2 | 범죄도시3 | 범죄도시4                                 |
| --------- | --------- | --------- | ----------------------------------------- |
| 길수      | 최용기    | 정경식    | 조성재, 필리핀 경찰 2명 (발데즈 & 메지아) |
| 2부       |           |           |                                           |
| 범죄도시5 | 범죄도시6 | 범죄도시7 | 범죄도시8                                 |
| ?         | ?         | ?         | ?                                         |

| 전투              | 전투                                                   | 전투                       | 전투                      |
| 1부               | 1부                                                    | 1부                        | 1부                       |
| 범죄도시          | 범죄도시2                                              | 범죄도시3                  | 범죄도시4                 |
| ----------------- | ------------------------------------------------------ | -------------------------- | ------------------------- |
| 이수파 조직원들   | 은갈치, 사마귀, 외국인 살수 6명 (화교 2명, 미얀마 4명) | 야스다 류이치, 토모 부하들 | 대박 카지노 조직들        |
| 춘식이파 조직원들 | 박 실장, 장례식장 살수 4명                             | 백 사장, 중국 마약 조직들  | 권사장의 첫 번째 패거리들 |
| 2부               |                                                        |                            |                           |
| 범죄도시5         | 범죄도시6                                              | 범죄도시7                  | 범죄도시8                 |
| ?                 | ?                                                      | ?                          | ?                         |
| ?                 | ?                                                      | ?                          | ?                         |

| 중간 죽음 | 중간 죽음 | 중간 죽음           | 중간 죽음      |
| 1부       | 1부       | 1부                 | 1부            |
| 범죄도시  | 범죄도시2 | 범죄도시3           | 범죄도시4      |
| --------- | --------- | ------------------- | -------------- |
| 장이수    | 박 실장   | 토모카와 료, 이강호 | 최유성, 고재혁 |
| 2부       |           |                     |                |
| 범죄도시5 | 범죄도시6 | 범죄도시7           | 범죄도시8      |
| ?         | ?         | ?                   | ?              |

| 마지막 죽음       | 마지막 죽음 | 마지막 죽음 | 마지막 죽음 |
| 1부               | 1부         | 1부         | 1부         |
| 범죄도시          | 범죄도시2   | 범죄도시3   | 범죄도시4   |
| ----------------- | ----------- | ----------- | ----------- |
| 춘식이파 행동대장 | -           | -           | 장동철      |
| 2부               |             |             |             |
| 범죄도시5         | 범죄도시6   | 범죄도시7   | 범죄도시8   |
| ?                 | ?           | ?           | ?           |

## 전망
2023년 5월, 마동석이 《범죄도시》 프랜차이즈와 관련해 할리우드로부터 리메이크 제안을 몇 차례 받은 적이 있다고 거론했다. 2024년, 할리우드에서 진행하는 《범죄도시 2》 리메이크에 마동석이 제작참여하고 《범죄도시 3》 또한 리메이크 제안을 받았다고 보도됐다.

## 작품별 범죄도시 시리즈별 전투

### 주인공 상대
| 첫 만남     | 첫 만남          | 첫 만남         | 첫 만남   | 첫 만남     | 첫 만남       | 첫 만남   | 첫 만남   | 첫 만남     | 첫 만남   | 첫 만남        | 첫 만남              |
| 범죄도시    | 범죄도시         | 범죄도시        | 범죄도시2 | 범죄도시2   | 범죄도시2     | 범죄도시3 | 범죄도시3 | 범죄도시3   | 범죄도시4 | 범죄도시4      | 범죄도시4            |
| 주인공      | 빌런             | 장소            | 주인공    | 빌런        | 장소          | 주인공    | 빌런      | 장소        | 주인공    | 빌런           | 장소                 |
| ----------- | ---------------- | --------------- | --------- | ----------- | ------------- | --------- | --------- | ----------- | --------- | -------------- | -------------------- |
| 마석도      | 장첸 위성락 양태 | 연길식당        | 마석도    | 강해상 두익 | 강해상 집     | 마석도    | 주성철    | 구룡경찰서  | 마석도    | 백창기 조지훈  | 호텔 코인상징파티    |
| 마석도      | 장첸 위성락 양태 | 연길식당        | 마석도    | 강해상 두익 | 강해상 집     | 마석도    | 리키      | 주차장      | 마석도    | 백창기 조지훈  | 호텔 코인상징파티    |
| 2부         |                  |                 |           |             |               |           |           |             |           |                |                      |
| 범죄도시5   | 범죄도시5        | 범죄도시5       | 범죄도시6 | 범죄도시6   | 범죄도시6     | 범죄도시7 | 범죄도시7 | 범죄도시7   | 범죄도시8 | 범죄도시8      | 범죄도시8            |
| 주인공      | 빌런             | 장소            | 주인공    | 빌런        | 장소          | 주인공    | 빌런      | 장소        | 주인공    | 빌런           | 장소                 |
| 마석도      | ???              | ?               | 마석도    | ???         | ?             | 마석도    | ???       | ?           | 마석도    | ???            | ?                    |
| 마석도      | ???              | ?               | 마석도    | ???         | ?             | 마석도    | ???       | ?           | 마석도    | ???            | ?                    |
| 마지막 만남 |                  |                 |           |             |               |           |           |             |           |                |                      |
| 1부         |                  |                 |           |             |               |           |           |             |           |                |                      |
| 범죄도시    | 범죄도시         | 범죄도시        | 범죄도시2 | 범죄도시2   | 범죄도시2     | 범죄도시3 | 범죄도시3 | 범죄도시3   | 범죄도시4 | 범죄도시4      | 범죄도시4            |
| 주인공      | 빌런             | 장소            | 주인공    | 빌런        | 장소          | 주인공    | 빌런      | 장소        | 주인공    | 빌런           | 장소                 |
| 마석도      | 장첸             | 김포공항 화장실 | 마석도    | 강해상      | 지하차도 버스 | 마석도    | 리키      | 고급 일식집 | 마석도    | 백창기, 조지훈 | 인천공항 기내 일등석 |
| 마석도      | 장첸             | 김포공항 화장실 | 마석도    | 강해상      | 지하차도 버스 | 마석도    | 주성철    | 구룡경찰서  | 마석도    | 백창기, 조지훈 | 인천공항 기내 일등석 |
| 2부         |                  |                 |           |             |               |           |           |             |           |                |                      |
| 범죄도시5   | 범죄도시5        | 범죄도시5       | 범죄도시6 | 범죄도시6   | 범죄도시6     | 범죄도시7 | 범죄도시7 | 범죄도시7   | 범죄도시8 | 범죄도시8      | 범죄도시8            |
| 주인공      | 빌런             | 장소            | 주인공    | 빌런        | 장소          | 주인공    | 빌런      | 장소        | 주인공    | 빌런           | 장소                 |
| 마석도      | ???              | ?               | 마석도    | ???         | ?             | 마석도    | ???       | ?           | 마석도    | ???            | ?                    |
| 마석도      | ???              | ?               | 마석도    | ???         | ?             | 마석도    | ???       | ?           | 마석도    | ???            | ?                    |

### 빌런 상대
| 1부                       | 1부                                                | 1부             | 1부                    | 1부                                         | 1부                                  | 1부            | 1부                              | 1부         | 1부                                | 1부                         | 1부         |
| 범죄도시                  | 범죄도시                                           | 범죄도시        | 범죄도시2              | 범죄도시2                                   | 범죄도시2                            | 범죄도시3      | 범죄도시3                        | 범죄도시3   | 범죄도시4                          | 범죄도시4                   | 범죄도시4   |
| 빌런                      | 조직폭력배                                         | 장소            | 빌런                   | 조직폭력배                                  | 장소                                 | 빌런           | 조직폭력배                       | 장소        | 빌런                               | 조직폭력배                  | 장소        |
| ------------------------- | -------------------------------------------------- | --------------- | ---------------------- | ------------------------------------------- | ------------------------------------ | -------------- | -------------------------------- | ----------- | ---------------------------------- | --------------------------- | ----------- |
| 위성락 양태               | 장이수 이수파 행동대장 이수파 일군 이수파 조직원들 | 골목길          | 강해상 두익            | 은갈치 사마귀 화교 살수 2명 미얀마 살수 6명 | 강해상 집                            | 리키 마하 마사 | 야스다 류이치 토모 부하들        | 토모 사무실 | 백창기 조지훈 황제 카지노 조직원들 | 대박 카지노 두목 & 조직원들 | 대박 카지노 |
| 장첸 양태                 | 장이수 이수파 행동대장 이수파 일군 이수파 조직원들 | 회갑연          | 강해상 두익            | 은갈치 사마귀 화교 살수 2명 미얀마 살수 6명 | 강해상 집                            | 리키 마하 마사 | 야스다 류이치 토모 부하들        | 토모 사무실 | 백창기 조지훈 황제 카지노 조직원들 | 대박 카지노 두목 & 조직원들 | 대박 카지노 |
| 장첸 양태 흑룡파 조직원들 | 황춘식 춘식이파 행동대장 춘식이파 조직원들         | 가리봉동 룸살롱 | 강해상 장기철 & 장순철 | 최춘백 박 실장 장례식장 살수 4명            | 장례식장 엘리베이터, 장례식장 주차장 | 주성철 김용국  | 진 회장 백 사장 중국 마약 조직들 | 공장        | 백창기 조지훈                      | 권태운 & 첫 조직원들        | 호텔        |
| 2부                       |                                                    |                 |                        |                                             |                                      |                |                                  |             |                                    |                             |             |
| 범죄도시5                 | 범죄도시5                                          | 범죄도시5       | 범죄도시6              | 범죄도시6                                   | 범죄도시6                            | 범죄도시7      | 범죄도시7                        | 범죄도시7   | 범죄도시8                          | 범죄도시8                   |             |
| 빌런                      | 조직폭력배                                         | 장소            | 빌런                   | 조직폭력배                                  | 장소                                 | 빌런           | 조직폭력배                       | 장소        | 빌런                               | 조직폭력배                  |             |
|                           |                                                    | ?               |                        |                                             | ?                                    |                |                                  | ?           |                                    |                             |             |
|                           |                                                    | ?               |                        |                                             | ?                                    |                |                                  | ?           |                                    |                             |             |

## 작품별 범죄도시 시리즈별 근무지

### 주 무대
| 제목      | 주 무대 |
| --------- | ------- |
| 범죄도시  | 중국    |
| 범죄도시2 | 베트남  |
| 범죄도시3 | 일본    |
| 범죄도시4 | 필리핀  |
| 범죄도시5 |         |

### 근무지, 범죄 키워드
| 제목      | 근무지                    | 근무지                      | 근무지                                                 | 근무지                     | 범죄 키워드                                   |
| 제목      | 경찰                      | 경찰                        | 범죄자                                                 | 범죄자                     | 범죄자                                        |
| 제목      | 경찰                      | 경찰                        | 마석도의 조력자                                        | 마석도의 조력자            | 빌런                                          |
| --------- | ------------------------- | --------------------------- | ------------------------------------------------------ | -------------------------- | --------------------------------------------- |
| 범죄도시  | 서울금천경찰서 강력반     | 서울금천경찰서 강력반       | 바다이야기 게임장 (이수파)                             | 가리봉동 룸살롱 (춘식이파) | 조선족 조직 및 살인 (흑룡파)                  |
| 범죄도시2 | 서울금천경찰서 강력반     | 서울금천경찰서 강력반       | 코리안국제드림결혼사무장                               | 코리안국제드림결혼사무장   | 국외, 국내 납치 및 살인 (강해상 일당)         |
| 범죄도시3 | 서울지방경찰청 광역수사대 | 인천북부경찰서 마약수사대   | 인천자동차매매단지 (백상어파) / 사이버 클럽 (백상어파) | 양호유통                   | 마약 (경기구룡경찰서 마약수사대 & 이치조구미) |
| 범죄도시4 | 서울지방경찰청 광역수사대 | 서울지방경찰청 사이버수사대 | 안산 팬시 엔 게임 → 서울지방경찰청 광역수사대 1계 1팀  | 서울 나이트 클럽           | 불법 도박 (황제 카지노 & QM 홀딩스)           |
| 범죄도시5 | ○○○○경찰서 ○○수사대       | 미정                        | 미정                                                   | 미정                       | 미정                                          |
| 범죄도시6 | ○○○○경찰서 ○○수사대       | 미정                        | 미정                                                   | 미정                       | 미정                                          |
| 범죄도시7 | 미정                      | 미정                        | 미정                                                   | 미정                       | 미정                                          |
| 범죄도시8 | 미정                      | 미정                        | 미정                                                   | 미정                       | 미정                                          |

## 언어별
| 한국어    | 영어                    | 일본어               | 중국어    | 베트남어                 | 힌디어   |
| --------- | ----------------------- | -------------------- | --------- | ------------------------ | -------- |
| 범죄도시  | THE OUTLAWS             | 犯罪都市             | 犯罪都市  | Ngoài vòng pháp luật     | द आउटलॉज़  |
| 범죄도시2 | The Roundup             | 犯罪都市 THE ROUNDUP | 犯罪都市2 | Ngoài vòng pháp luật 2   | द आउटलॉज़2 |
| 범죄도시3 | THE ROUNDUP: NO WAY OUT | 犯罪都市 NO WAY OUT  | 犯罪都市3 | Vây Hãm: Không lối thoát | द आउटलॉज़3 |
| 범죄도시4 | THE ROUNDUP: PUNISHMENT | 犯罪都市 PUNISHMENT  | 犯罪都市4 | Vây Hãm: Kẻ trừng phạt   | द आउटलॉज़4 |
| 범죄도시5 | THE ROUNDUP             | 犯罪都市             | 犯罪都市5 | Vây Hãm                  | द आउटलॉज़5 |
| 범죄도시6 | THE ROUNDUP             | 犯罪都市             | 犯罪都市6 | Vây Hãm                  | द आउटलॉज़6 |
| 범죄도시7 | THE ROUNDUP             | 犯罪都市             | 犯罪都市7 | Vây Hãm                  | द आउटलॉज़7 |
| 범죄도시8 | THE ROUNDUP             | 犯罪都市             | 犯罪都市8 | Vây Hãm                  | द आउटलॉज़8 |

## 개봉 작품
|        | 제목      | 제목                    | 연도                         | VOD              | 감독/연출 | 출연진 | 촬영 기간                          |
| 한국어 | 원제      |                         | 연도                         | VOD              | 감독/연출 | 출연진 | 촬영 기간                          |
| ------ | --------- | ----------------------- | ---------------------------- | ---------------- | --------- | --- | ---------------------------------- |
| 1부    | 범죄도시  | THE OUTLAWS             | 2017년 10월 3일              | 2017년 11월 16일 | 강윤성    | 마동석, 윤계상, 조재윤, 최귀화, 임형준, 진선규, 홍기준, 허동원, 하준, 김성규, 박지환, 허성태                        | 2017년 2월 27일 ~ 2017년 7월 19일  |
| 1부    | 범죄도시2 | The Roundup             | 2022년 5월 18일              | 2022년 7월 23일  | 이상용    | 마동석, 손석구, 최귀화, 박지환, 허동원, 하준, 정재광, 남문철, 박지영, 음문석, 김찬형, 이규원                        | 2020년 4월 7일 ~ 2021년 6월 15일   |
| 1부    | 범죄도시3 | THE ROUNDUP: NO WAY OUT | 2023년 5월 31일              | 2023년 7월 4일   | 이상용    | 마동석, 이준혁, Aoki Munetaka, 이범수, 김민재, 고규필, 전석호, 안세호, 이지훈, 김도건, 한규원, 최우준, Kunimura Jun | 2022년 7월 20일 ~ 2022년 11월 10일 |
| 1부    | 범죄도시4 | THE ROUNDUP: PUNISHMENT | 2024년 4월 24일              | 2024년 7월 1일   | 허명행    | 마동석, 김무열, 박지환, 이동휘, 이범수, 김민재, 이지훈, 김도건, 김지훈, 현봉식, 이주빈, 김신비                      | 2022년 11월 18일 ~ 2023년 2월 25일 |
| 2부    | 범죄도시5 | THE ROUNDUP             | 2026년 하반기, 2027년 상반기 | 2026년 ○○월 ○○일 | 이상용    | 마동석 | 2026년                             |
| 2부    | 범죄도시6 | THE ROUNDUP             | 미정                         |                  |           | 마동석 |                                    |
| 2부    | 범죄도시7 | THE ROUNDUP             | 미정                         |                  |           | 마동석 |                                    |
| 2부    | 범죄도시8 | THE ROUNDUP             | 미정                         |                  |           | 마동석 |                                    |

## 정보
|        | 제목      | 제목                    | 관객수    | 등급             | 배급                                            | 제작                                                 | 러닝타임 |
| 한국어 | 원제      |                         | 관객수    | 등급             | 배급                                            | 제작                                                 | 러닝타임 |
| ------ | --------- | ----------------------- | --------- | ---------------- | ----------------------------------------------- | ---------------------------------------------------- | -------- |
| 1부    | 범죄도시  | THE OUTLAWS             | 688만명   | 청소년 관람불가  | (주)키위미디어그룹, 플러스엠 엔터테인먼트       | (주)홍필름, (주)비에이엔터테인먼트                   | 121분    |
| 1부    | 범죄도시2 | The Roundup             | 1,269만명 | 15세 이상 관람가 | (주)에이비오엔터테인먼트, 플러스엠 엔터테인먼트 | (주)빅펀치픽쳐스, (주)홍필름, (주)비에이엔터테인먼트 | 106분    |
| 1부    | 범죄도시3 | THE ROUNDUP: NO WAY OUT | 1,068만명 | 15세 이상 관람가 | (주)에이비오엔터테인먼트, 플러스엠 엔터테인먼트 | (주)빅펀치픽쳐스, (주)홍필름, (주)비에이엔터테인먼트 | 105분    |
| 1부    | 범죄도시4 | THE ROUNDUP: PUNISHMENT | 1,150만명 | 15세 이상 관람가 | (주)에이비오엔터테인먼트, 플러스엠 엔터테인먼트 | (주)빅펀치픽쳐스, (주)홍필름, (주)비에이엔터테인먼트 | 109분    |
| 2부    | 범죄도시5 | THE ROUNDUP             |           | 15세 이상 관람가 | (주)에이비오엔터테인먼트, 플러스엠 엔터테인먼트 | (주)빅펀치픽쳐스, (주)홍필름, (주)비에이엔터테인먼트 |          |
| 2부    | 범죄도시6 | THE ROUNDUP             |           | 15세 이상 관람가 | (주)에이비오엔터테인먼트, 플러스엠 엔터테인먼트 | (주)빅펀치픽쳐스, (주)홍필름, (주)비에이엔터테인먼트 |          |
| 2부    | 범죄도시7 | THE ROUNDUP             |           | 15세 이상 관람가 | (주)에이비오엔터테인먼트, 플러스엠 엔터테인먼트 | (주)빅펀치픽쳐스, (주)홍필름, (주)비에이엔터테인먼트 |          |
| 2부    | 범죄도시8 | THE ROUNDUP             |           | 15세 이상 관람가 | (주)에이비오엔터테인먼트, 플러스엠 엔터테인먼트 | (주)빅펀치픽쳐스, (주)홍필름, (주)비에이엔터테인먼트 |          |

## 보러가기
넷플릭스에서는 공개되지 않았다.
|        | 제목      | 제목                    | 사이트                                                  |
| 한국어 | 원제      |                         | 사이트                                                  |
| ------ | --------- | ----------------------- | ------------------------------------------------------- |
| 1부    | 범죄도시  | THE OUTLAWS             | 쿠팡플레이, 시리즈온, Wavve, U+모바일tv, TVING, 디즈니+ |
| 1부    | 범죄도시2 | The Roundup             | U+모바일tv, 쿠팡플레이, 시리즈온, Wavve, 디즈니+        |
| 1부    | 범죄도시3 | THE ROUNDUP: NO WAY OUT | U+모바일tv, 쿠팡플레이, 시리즈온, Wavve, 디즈니+        |
| 1부    | 범죄도시4 | THE ROUNDUP: PUNISHMENT | U+모바일tv, 쿠팡플레이, 시리즈온, Wavve                 |

## 개봉 전 정보
| 제목      | 개봉 전 정보 |
| --------- | --- |
| 범죄도시  | 범죄도시 시리즈 2017년의 첫 작품이다. 청소년 관람불가이다. |
| 범죄도시2 | 범죄도시 시리즈는 6년만에 후속작 작품이자 2022년부터 천만 관객이 달성되었으나 15세이상 관람가이다. 전일만(최귀화), 오동균(허동원), 강홍석(하준)이 그대로 등장하거나 박병식(홍기준)이 음주운전 적발로 의해 출연하지 않으나 김상훈(정재광)이 새롭게 합류했다. |
| 범죄도시3 | 3편에서도 천만 관객이 달성되었으나 15세이상 관람가이다. 범죄도시 시리즈 3편에서는 금천서 강력반의 전일만(최귀화), 오동균(허동원), 강홍석(하준), 김상훈(정재광)이 출연하지 않는다. 근무지는 서울금천경찰서 강력반이었으나 서울지방경찰청 광역수사대로 옮겨졌으며 3편에서는 형사팀은 장태수(이범수), 김만재(김민재), 양종수(이지훈), 정다윗(김도건)이 출연하게 되었으나 또한 인천북부경찰서 마약수사대의 황동구(최동구)와 공태일(이세호)까지 합류했다. 장이수(박지환)은 3편에서는 거의 나오지 않으나 쿠키영상에 등장한다. 이번 작품에서는 메인 빌런이 2명 등장하고 2명의 메인 빌런은 최종 보스와 더블 최종 보스격 중간 보스가 2명이 주연으로 맡았다. 3편 촬영 종료가 되어 마석도(마동석)의 스틸컷이 공개되었다. 또한 동시촬영 예정인 범죄도시4 촬영에 돌입하였다. |
| 범죄도시4 | 4편에서는 베를린 국제 영화제가 초청되었으며 천만 관객이 달성되었으나 15세이상 관람가이다. 2022년 8월 26일 예정으로는 새로운 악역으로 맡는 주연이 김무열과 이동휘가 확정되었다. 범죄도시 시리즈 4편에서는 황동구(최동구)와 공태일(이세호)가 출연하지 않는다. 4편에서도 마찬가지로 서울서일경찰서 광역수사대의 장태수(이범수), 김만재(김민재), 양종수(이지훈), 정다윗(김도건)이 출연하게 되었으나 또한 서울서일경찰서 사이버수사대의 한지수(이주빈)와 강남수(김신비)가 새롭게 합류했다. 4편 촬영 종료가 되어 범죄도시3 쿠키영상에서 다시 돌아온 장이수(박지환)가 등장한다. 2023년 9월 20일 백창기(김무열)의 스틸컷이 처음으로 유출되었다. 특별출연이 프로파일러 출신 권일용과 진선규의 아내 박보경 새롭게 합류하고 그리고 이상용 역을 맡은 정인기가 3편에는 나오지 못했고 서울금천경찰서장이었으나 이번 작품에서는 서울지방경찰차장으로 나오게 된다. 2024년 2월 24일, 베를린 국제 영화제 최초상영 현장이 공개되었다. 제작자 마동석이 언론 인터뷰를 통해 밝힌 바에 의하면 범죄도시 시리즈의 4편까지가 시리즈의 1부라 볼 수 있고, 5편부터 8편까지가 시리즈의 2부라 볼 수 있을 것이라 언급했다. 즉 이번 작품은 범죄도시 시리즈 1부의 최종장이다. 백창기(김무열)는 메인 빌런이자 최종 보스로 더한 전작의 장첸(윤계상), 강해상(손석구), 주성철(이준혁)이 전부 셋 다 개봉 날에는 39세였지만 본작에서는 백창기(김무열)가 42세로 확정되었지만 서브 빌런 장동철(이동휘)이 39세였다. |
| 범죄도시5 | 5편에서도 천만 관객이 달성되거나 15세이상 관람가이다. 2023년 2월 기준 대본을 집필 중이라고 한다. 범죄도시 시리즈 2부의 첫 작품이다. 2편과 3편 연출을 맡은 이상용이 다시 범죄도시 시리즈의 5편으로 복귀하게 되었다. 범죄도시 시리즈 2부인 5편에서도 마석도(마동석)가 그대로 출연하거나, 서울서일경찰서의 장태수(이범수), 김만재(김민재), 양종수(이지훈), 정다윗(김도건), 한지수(이주빈)와 강남수(김신비) 등이 출연하지 않는다. 5편과 6편의 형사팀들이 새로 나올 예정이라고 밝힌다. 마석도의 오른팔 형사는 1부에서는 1편의 박병식(홍기준), 2편의 오동균(허동원), 3편과 4편의 김만재(김민재) 등 남성으로 나왔으나, 마석도의 오른팔 형사는 2부에서는 홍일점 역할로 캐스팅 된다. 근무지는 3편과 4편에서는 서울지방경찰청 광역수사대였으나 5편과 6편에서는 경찰서의 새로운 근무지가 옮겨진다. 마동석이 밝히길 "5편이 시기상 2025년에는 못 나올 것 같다"고 설명하자 2026년 개봉 예정이라는 단독 보도가 나왔다. 2부인 5편, 6편, 7편, 8편까지는 메인 빌런이 2명으로 등장하거나 페이크 최종 보스와 진 최종 보스가 동시에 등장하고 글로벌 위주로 외국인 범죄자인 메인 빌런이자 페이크 최종 보스가 외국인 범죄자 역할은 한국인 배우가 캐스팅 되고, 서브 주인공 → 메인 빌런이자 진 최종 보스는 부패한 형사 역할을 맡는다. 1부에서는 메인 빌런 및 최종 보스가 각각 1명 등장했으나 2부에서는 5편 ~ 8편에서는 메인 빌런 및 최종 보스가 2명(페이크 최종 보스 & 진 최종 보스) 등장하거나 단순 중간 보스는 페이크 최종 보스의 오른팔로 등장하고 더블 최종 보스격 중간 보스는 진 최종 보스의 오른팔로 등장한다. 2026년부터 촬영이 시작되므로 알려졌다. 따라서 개봉일은 2026년 말 혹은 2027년으로 넘어갈 가능성이 있다. 페이크 최종 보스와 단순 중간 보스는 마석도(마동석)가 혼자 상대하고 진 최종 보스와 더블 최종 보스격 중간 보스는 마석도(마동석)와 다른 메인 주인공이 상대한다. 5편에서는 새로운 메인 빌런이자 페이크 최종 보스 격투 스타일은 무기술. 새로운 서브 주인공 → 메인 빌런이자 진 최종 보스 격투 스타일은 MMA, 타격, 브라질리언 주짓수. |
| 범죄도시6 | 6편에서도 천만 관객이 달성되거나 15세이상 관람가이다. 2023년 2월 기준 대본을 집필 중이라고 한다. 6펜어서도 2명의 메인 빌런인 페이크 최종 보스와 진 최종 보스가 동시에 등장한다. 6편에서는 새로운 메인 빌런이자 페이크 최종 보스 격투 스타일은 무기술. 새로운 서브 주인공 → 메인 빌런이자 진 최종 보스 격투 스타일은 MMA, 무에타이. 진 최종 보스의 오른팔이자 더블 최종 보스격 중간 보스 격투 스타일은 복싱, 주짓수. |
| 범죄도시7 | 7편에서도 천만 관객이 달성되거나 15세이상 관람가이다. 2024년 2월 기준 대본을 집필 중이라고 한다. |
| 범죄도시8 | 최종장 8편에서도 천만 관객이 달성되거나 15세이상 관람가이다. 2024년 2월 기준 대본을 집필 중이라고 한다. 범죄도시 시리즈 2부의 마지막 작품이자 범죄도시의 최종작이다. |